# Черета Сант'Антонио
Черета Сант'Антонио је насеље у Италији у округу Лука, региону Тоскана.
Према процени из 2011. у насељу је живело 57 становника. Насеље се налази на надморској висини од 247 м.